# Прапор Євпаторії
Пра́пор Євпато́рії — офіційний символ міста Євпаторія. Новий прапор міста був прийнятий 30 травня 1997 року.

## Опис
Прапор являє собою прямокутне полотнище (зі співвідношенням сторін 1:1) трьох об'єднаних різноколірних смуг. Верхньої — зеленої і нижньої — червоної, кожна з яких становить 1/6 частини величини полотнища. У центрі середньої смуги на жовтому тлі зображений герб міста Євпаторії.
Держак прапора (довжина — 2,5 м, діаметр — 5 см) — забарвлено в жовтий колір. Верхівка держака увінчана металевою верхівкою, круглим наконечником жовтого кольору, яка кріпиться (нагвинчується) на базу того ж кольору.
Розмір полотнища згідно з еталоном становить 100х100 сантиметрів.